# زنبور درودگر سونورا
زنبور درودگر سونورا (نام علمی: Xylocopa sonorina) نام یک گونه از سرده زنبور درودگر است.